# Banjul
Banjul (antes Bathurst) es la capital de Gambia, y se ubica dentro de la división del mismo nombre. La población de la ciudad es de solo 34.828 habitantes, y con la Gran Zona de Banjul, que incluye la ciudad de Banjul y el Consejo Municipal, tiene una población total de 357.238 (censo de 2003). Se encuentra en la Isla St. Mary (Isla de Banjul), donde el río Gambia desemboca en el océano Atlántico. La isla está conectada al continente por transbordadores de pasajeros y vehículos (hacia el norte) y por varios puentes (al sur).

## Etimología
Banjul toma el nombre de Bang julo, palabra mandinga que designa a una cuerda hecha de fibras vegetales. La isla donde se asienta la ciudad era el lugar donde los mandé recogían las plantas para fabricarlas. Banjul, por lo tanto, es un apócope de "cuerdas".
Hasta 1973 su nombre fue Bathurst, el cual era un legado de su pasado colonial británico.

## Geografía
Banjul está situada en la desembocadura del río Gambia en la costa del océano Atlántico. La ciudad se encuentra en la isla St. Mary.

### Ampliación de la Zona Urbana
Debido a su ubicación geográfica, la continua expansión de la zona urbana no es posible, ya que en la frontera occidental la ciudad es un manglar.

## Historia

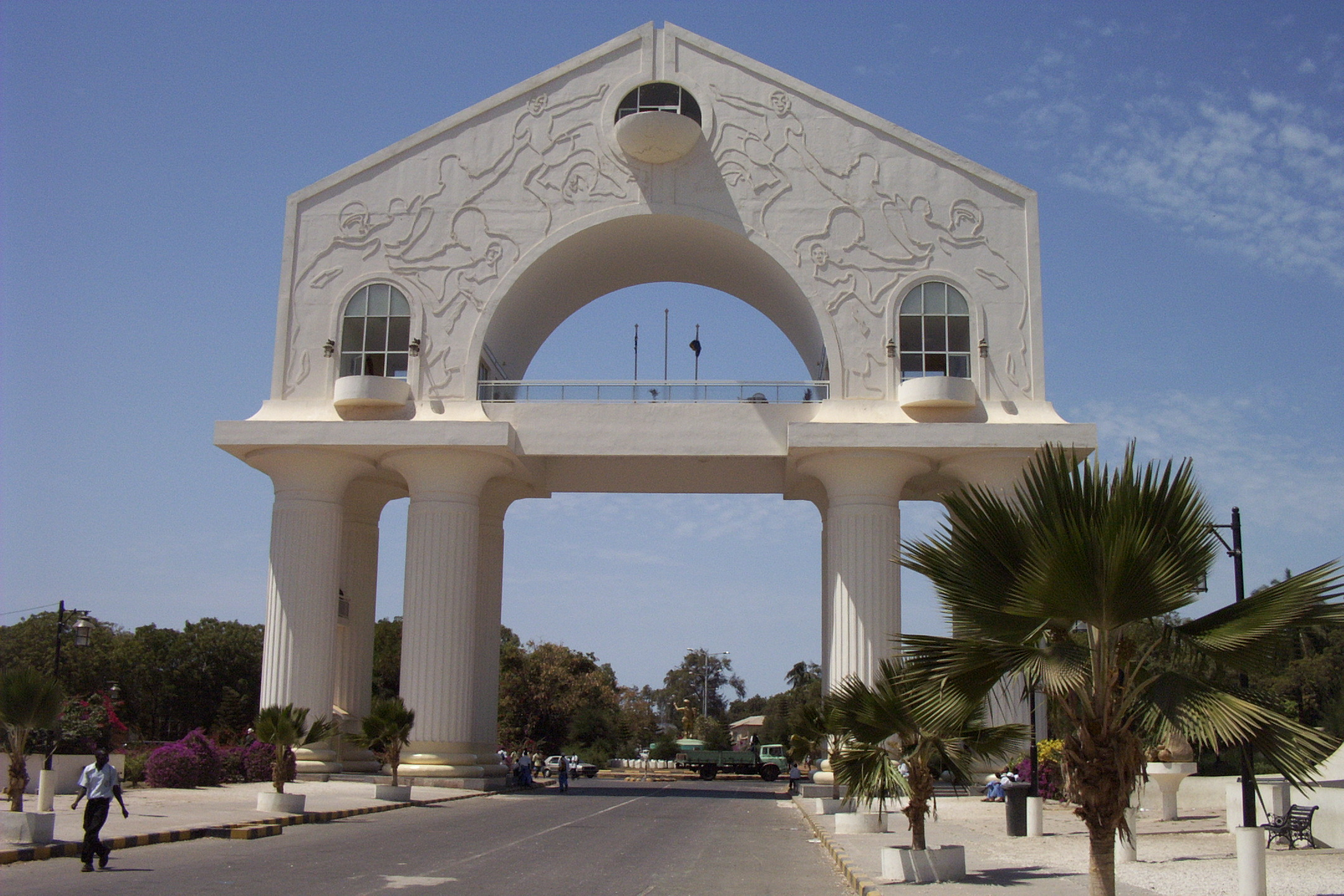
Arco 22.

En 1816, los británicos fundaron Banjul bajo el nombre de Bathurst en honor a Henry Bathurst, el secretario de la Oficina Colonial Británica, su nombre se cambió a Banjul en 1973. El objetivo inicial de su fundación era que sirviera de puesto comercial y bases para la represión del comercio de esclavos.
El 18 de febrero de 1965, la ciudad fue designada capital de Gambia después de la reciente declaración de independencia de la República de Gambia.
El 22 de julio de 1994, Banjul fue escenario de un cruento golpe de Estado militar en el que el presidente Dawda Jawara fue derrocado y reemplazado por el presidente del país Yahya Jammeh. Para conmemorar este evento, el Arco 22 se construyó como un portal de entrada a la capital. La puerta es de 35 metros de altura y el centro de una plaza abierta. Alberga un museo textil.
Lugares de interés en la ciudad incluyen el Museo Nacional de Gambia, el Mercado de Albert, la Casa Estatal, Casa de Justicia, dos catedrales y varias mezquitas principales.

## Economía

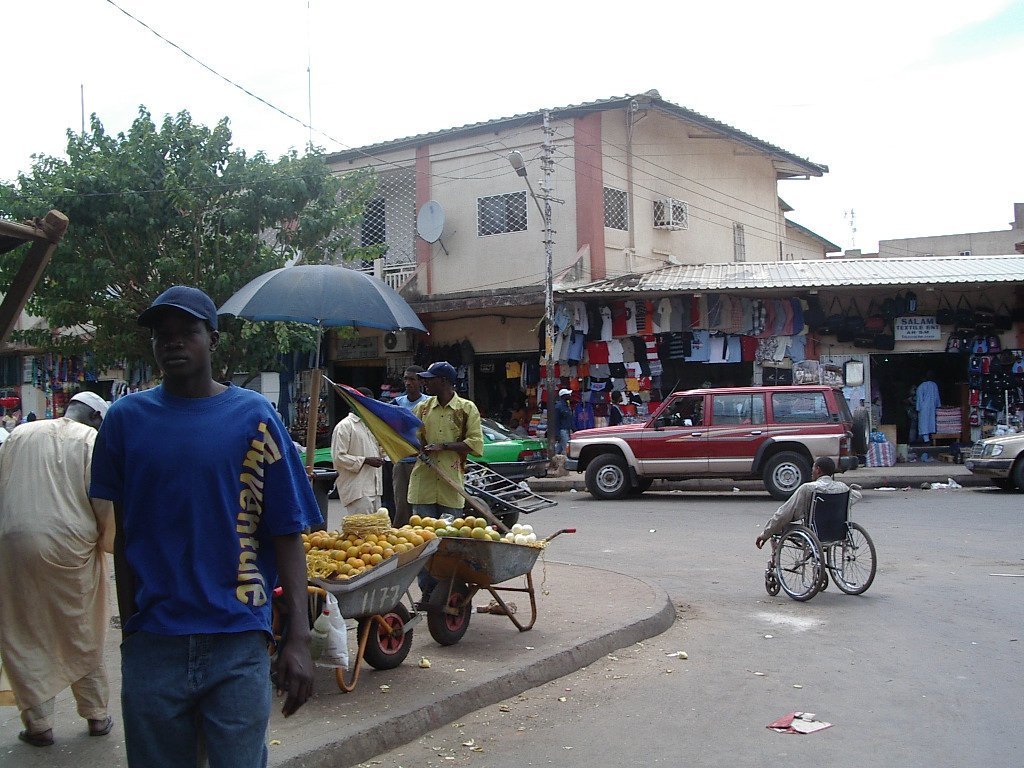
Mercado de Albert

Banjul es la principal zona urbana de Gambia y centro administrativo y económico del país: aquí se encuentra el Banco Central de Gambia. Gambia tiene más de un área urbana. El procesamiento de maní es la principal industria del país, pero la cera de abejas, madera de palma, aceite de palma, cueros y pieles también son enviados desde su puerto. El Museo en Banjul incluye páginas manuscritas del Corán y explica vastamente la "Magia Juju".

## Turismo

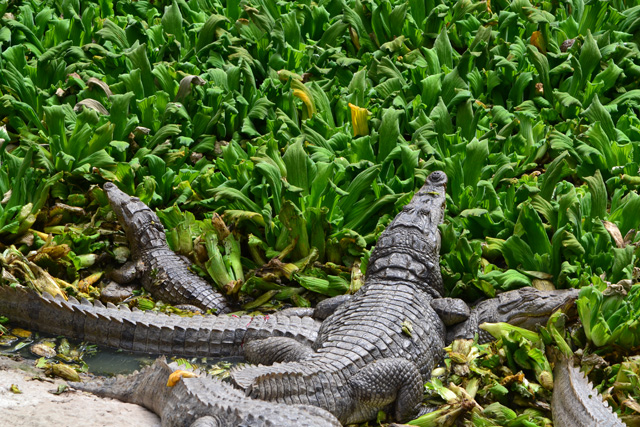
Charca de cocodrilos

En Banjul, la capital del país, es uno de los sitios en los que es fácil pasar del regateo al baile con música local. En el mercado de Albert se pueden encontrar artesanías, hierbas y alimentos.
A minutos del centro de Banjul se encuentra una poza conocida como la “Charca de los cocodrilos” en la que una gran cantidad de estos reptiles pasan el día tomando sol para calentarse entre la vegetación. Ellos son los protagonistas de esta charca sagrada según los mandinga, la etnia mayoritaria en Gambia. La tradición indica que las mujeres que allí se bañen quedarán por orden divina.
Cerca de la capital de Gambia hay distintos atractivos turísticos tanto naturales como mercados de artesanías, frutas y pescado.
A menos de una hora se puede visitar la descarga del pescado en las playas de Tanji, también los mercados de artesanías de Serekunda o Brikama y los pueblos de Bafuloto o Makumbaya donde apreciar el trabajo de Street art llevado adelante por el proyecto "Wide Open Walls".

## Clima
Banjul tiene un clima cálido durante todo el año debido al Desierto del Sahara. El mes más frío es agosto y el más cálido es marzo.
| Mes                               | Ene | Feb | Mar | Abr | May | Jun | Jul | Ago | Sep | Oct | Nov | Dic | Media anual |
| --------------------------------- | --- | --- | --- | --- | --- | --- | --- | --- | --- | --- | --- | --- | ----------- |
| Promedio de temperaturas altas °C | 31  | 32  | 34  | 33  | 32  | 32  | 30  | 29  | 31  | 32  | 32  | 31  | 31,5        |
| Promedio de temperaturas bajas °C | 15  | 16  | 17  | 18  | 19  | 23  | 23  | 23  | 23  | 22  | 18  | 16  | 19,4        |

| Parámetros climáticos promedio de Banjul | Parámetros climáticos promedio de Banjul | Parámetros climáticos promedio de Banjul | Parámetros climáticos promedio de Banjul | Parámetros climáticos promedio de Banjul | Parámetros climáticos promedio de Banjul | Parámetros climáticos promedio de Banjul | Parámetros climáticos promedio de Banjul | Parámetros climáticos promedio de Banjul | Parámetros climáticos promedio de Banjul | Parámetros climáticos promedio de Banjul | Parámetros climáticos promedio de Banjul | Parámetros climáticos promedio de Banjul | Parámetros climáticos promedio de Banjul |
| Mes                                      | Ene.                                     | Feb.                                     | Mar.                                     | Abr.                                     | May.                                     | Jun.                                     | Jul.                                     | Ago.                                     | Sep.                                     | Oct.                                     | Nov.                                     | Dic.                                     | Anual                                    |
| ---------------------------------------- | ---------------------------------------- | ---------------------------------------- | ---------------------------------------- | ---------------------------------------- | ---------------------------------------- | ---------------------------------------- | ---------------------------------------- | ---------------------------------------- | ---------------------------------------- | ---------------------------------------- | ---------------------------------------- | ---------------------------------------- | ---------------------------------------- |
| Temp. máx. abs. (°C)                     | 37                                       | 36                                       | 39                                       | 45                                       | 43                                       | 41                                       | 44                                       | 44                                       | 40                                       | 38                                       | 37                                       | 39                                       | 45                                       |
| Temp. máx. media (°C)                    | 32                                       | 32                                       | 33                                       | 34                                       | 34                                       | 35                                       | 36                                       | 36                                       | 35                                       | 34                                       | 34                                       | 33                                       | 34                                       |
| Temp. media (°C)                         | 26                                       | 26                                       | 27                                       | 28                                       | 28                                       | 29                                       | 29                                       | 29                                       | 28                                       | 27                                       | 27                                       | 26                                       | 27.5                                     |
| Temp. mín. media (°C)                    | 20                                       | 20                                       | 22                                       | 22                                       | 22                                       | 23                                       | 23                                       | 22                                       | 21                                       | 20                                       | 20                                       | 20                                       | 21.3                                     |
| Temp. mín. abs. (°C)                     | 10                                       | 10                                       | 13                                       | 15                                       | 16                                       | 18                                       | 14                                       | 17                                       | 16                                       | 12                                       | 14                                       | 11                                       | 10                                       |
| Precipitación total (mm)                 | 5                                        | 3                                        | 4                                        | 8                                        | 11                                       | 16                                       | 51                                       | 126                                      | 114                                      | 30                                       | 13                                       | 6                                        | 387                                      |
| Días de lluvias (≥ 0.1 mm)               | 2                                        | 2                                        | 2                                        | 3                                        | 4                                        | 5                                        | 7                                        | 13                                       | 11                                       | 8                                        | 5                                        | 3                                        | 65                                       |
| Horas de sol                             | 239                                      | 230                                      | 244                                      | 255                                      | 270                                      | 256                                      | 244                                      | 219                                      | 215                                      | 238                                      | 243                                      | 250                                      | 2903                                     |
| Humedad relativa (%)                     | 65                                       | 63                                       | 66                                       | 66                                       | 64                                       | 70                                       | 72                                       | 86                                       | 84                                       | 72                                       | 69                                       | 68                                       | 70.4                                     |
| [cita requerida]                         |                                          |                                          |                                          |                                          |                                          |                                          |                                          |                                          |                                          |                                          |                                          |                                          |                                          |

## Transporte

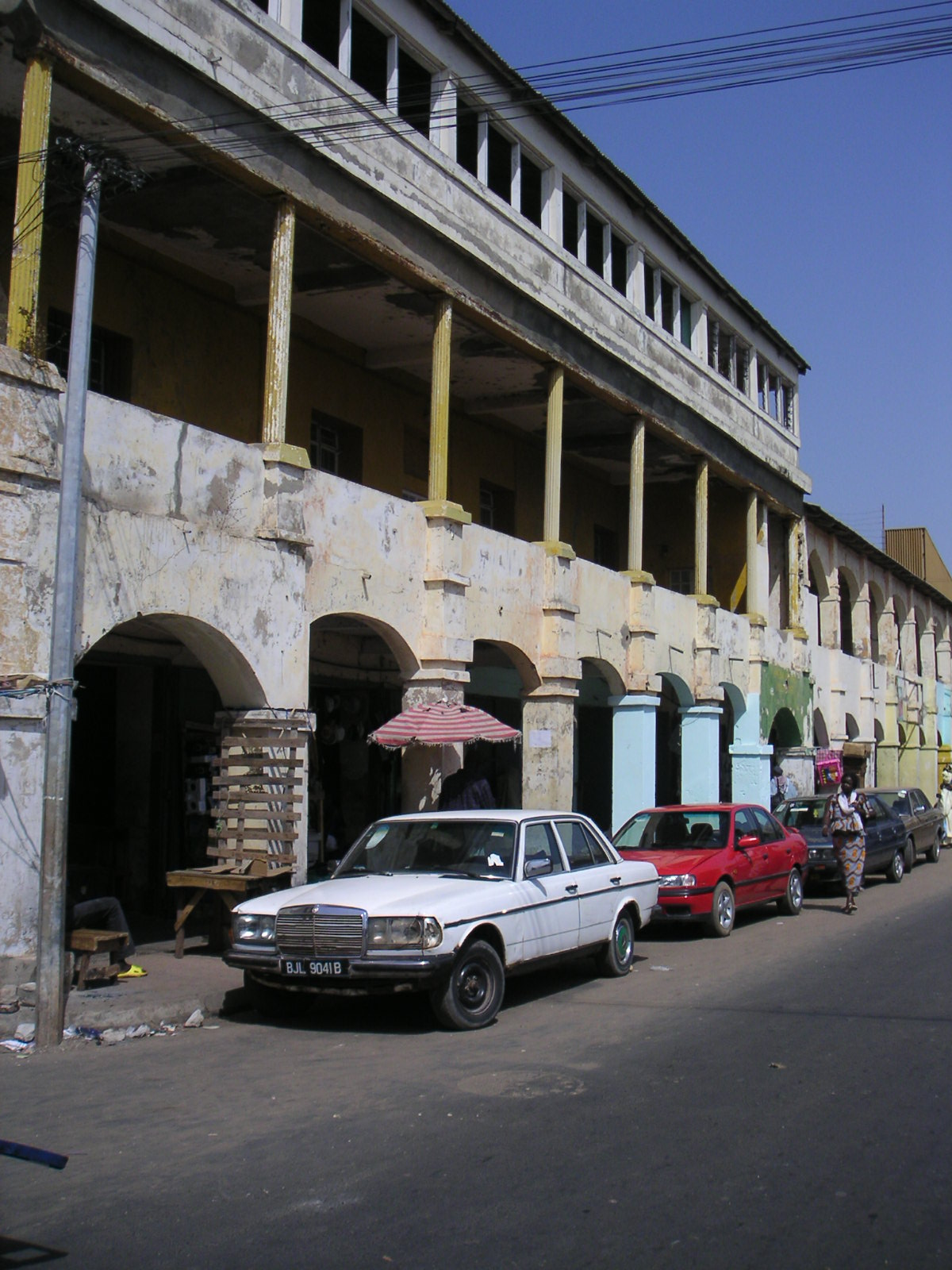
Calle en Banjul.

A 24 km de la ciudad se encuentra el Aeropuerto Internacional de Banjul y en la misma Banjul se ubican redes de transportes terrestres, como la Carretera Costera del África Occidental, que conecta Banjul con Dakar y Bissau, y finalmente una carretera pavimentada que enlaza a Banjul con otras 11 naciones.
Hacia el oeste se encuentra la carretera que une Banjul con Serekunda, que lleva al Puente Denton y a la calle Bond.
Al este hay un transbordador de automóviles.

## Distritos
Banjul se divide (Gran Área Banjul) en dos distritos:

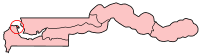
Mapa político de Gambia con la división de Banjul destacada en color rojo.

- Banjul
- Kanifing

## Religiones
Entre las religiones practicadas, se encuentra la católica (33.000) y la musulmana.

## Arte y Cultura
El Museo Nacional de la Gloucester Street exhibe una muestra del pasado colonial hasta la reciente historia de Gambia. La sede central de la Biblioteca Nacional de Gambia está localizada en Banjul.

## Estructuras
En conmemoración del Golpe de Estado del 22 de julio de 1994, se construyó un arco de 35 metros de altura, el cual fue inaugurado el 22 de julio de 1996, día del segundo aniversario del golpe.

## Eventos Regulares

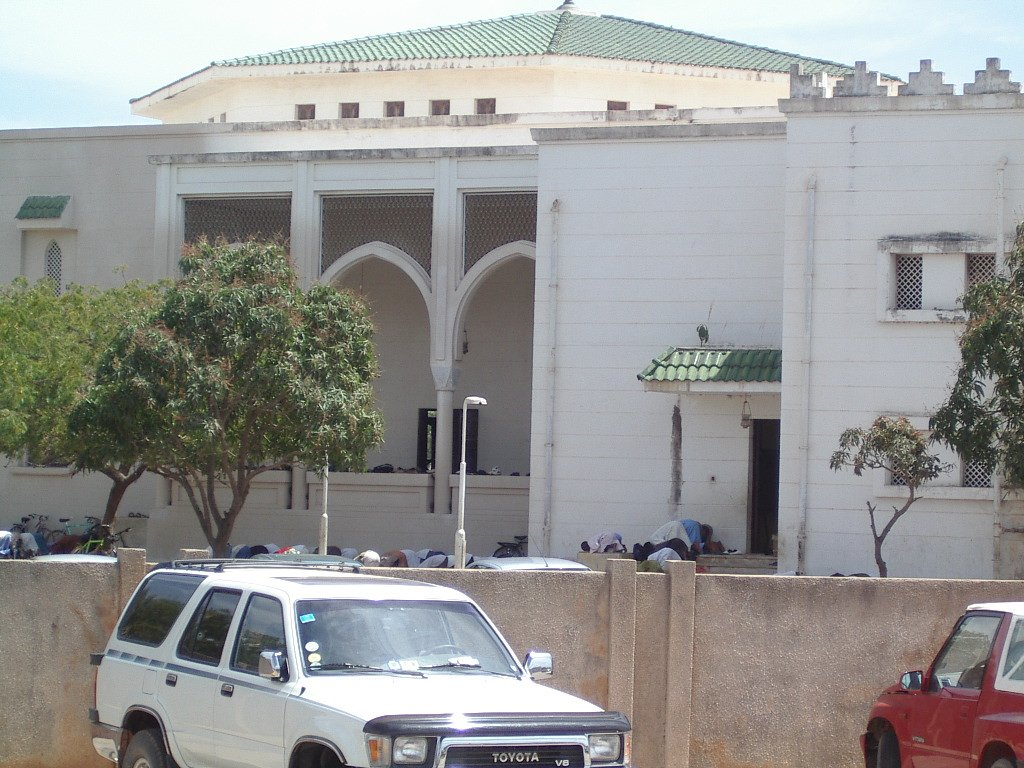
Mezquita en Banjul.

Banjul es la meta de una inusual carrera anual de coches, la Plymouth-Banjul Challenge. Los participantes deberán conducir un coche, que tiene un valor de alrededor de 100 libras británicas. En consonancia con el Rally París-Dakar, los coches parten desde el sur de Plymouth en una carrera de unos veinte días. Si llegan, los vehículos son vendidos o donados.

## Ciudades hermanadas
- Ostende, Bélgica[5]
- Dakar, Senegal
- Unna, Alemania (sin consolidación)
- Taipéi, Taiwán
- Grimsby, Reino Unido
- Newark, Estados Unidos
- Tuskegee, Estados Unidos